# Gaj (Srbac)
Gaj (szerbül: Гај), kihalófélben levő szávaparti település Bosznia-Hercegovinában, Srbac községben, Bosanska krajina területén, a Szerb Köztársaságban. 

## Fekvése
Bosznia-Hercegovina északi részén, Banja Lukától légvonalban 44, közúton 49 km-re északkeletre, községközpontjától légvonalban 4, közúton 16 km-re északnyugatra, a Száva kanyarulatában fekvő síkságon, 90 méteres tengerszint feletti magasságban található. 

## Népessége
| Nemzetiségi csoport | Népesség 1991 | Népesség 2013 |
| ------------------- | ------------- | ------------- |
| Szerb               | 5             | 3             |
| Bosnyák             | 0             | 0             |
| Horvát              | 0             | 0             |
| Jugoszláv           | 0             | 0             |
| Egyéb               | 0             | 0             |
| Összesen            | 5             | 3             |

## Története
A település nevét a szávamenti ligetes határáról kapta. 1878-ig tartozott az Oszmán Birodalomhoz, ekkor a berlini kongresszus határozata alapján az Osztrák-Magyar Monarchia része lett. A monarchia szétesésével 1918-ban előbb a Szerb-Horvát-Szlovén Királyság, majd 1929-től a Jugoszláv Királyság része. Az 1929-es törvény értelmében, amikor Bosznia-Hercegovinát négy banovinára, Drinskára, Vrbaskára, Zetskára és Primorskára osztották, a település a Vrbaska banovina része lett, amelynek székhelye Banja Luka volt Jugoszlávia megszállása után a Független Horvát Állam (NDH) része lett. A második világháború után a szocialista Jugoszláviához tartozott. Lakossága az 1970-es évektől a kivándorlás következtében drasztikusan csökkent. 1971-ben még 230, 1981-ben már csak 95 lakosa volt. 1991-re a lakosság száma 5 főre olvadt. A daytoni békeszerződést követő területfelosztásnál Srbac község részeként a Szerb Köztársaság területéhez került.